# Stara Jania
Stara Jania (niem. Altjahn) – wieś kociewska w Polsce położona w województwie pomorskim, w powiecie starogardzkim, w gminie Smętowo Graniczne przy drodze wojewódzkiej nr 231 i na trasie nieprzejezdnej linii kolejowej nr 218 (Szlachta - Myślice). Znajduje się na skraju Borów Tucholskich.
W 1961 w Starej Jani ustawiono obelisk upamiętniający Jana z Jani jako pierwszego wojewodę pomorskiego, w pięćsetną rocznicę śmierci.
W latach 1945–1975 miejscowość administracyjnie należała do tzw. dużego województwa gdańskiego, a w latach 1975-1998 do tzw. małego województwa gdańskiego.

## Zabytki
Według rejestru zabytków NID na listę zabytków wpisany jest zespół dworski i folwarczny, XIX-XX, nr rej.: A-1131 z 26.08.1986:
- dwór
- oficyna
- park
- brama wjazdowa
- piwnica-lodownia
- magazyn
- dom mieszkalny
- stodoła
- 2 obory
- kurnik ozdobiony sgraffitowymi symbolami kogutów[4].

Dwór zbudowany został przez ówczesnych właścicieli Curtisów.